# Nilson Loyola
Pour les articles homonymes, voir Loyola.
Nilson Evair Loyola Morales, né le 26 octobre 1994 à Lima au Pérou, est un footballeur international péruvien. Il évolue au poste d'arrière gauche à l' Universidad César Vallejo.
Son père, César Loyola, était lui aussi footballeur dans les années 1980 et 1990.

## Biographie

### En club
Formé au Sporting Cristal, Nilson Loyola commence sa carrière au sein du FBC Melgar en 2014. Champion du Pérou en 2015, il joue 11 rencontres de Copa Libertadores entre 2016 et 2018.
Après une pige au Goiás EC (au Brésil) en 2019, il revient au Sporting Cristal où il remporte une deuxième fois le championnat du Pérou en 2020. Avec ce dernier club, il joue 19 matchs de Copa Libertadores entre 2020 et 2023 (un but marqué en 2022).

### En équipe nationale
Avec neuf matchs en équipe du Pérou, il reçoit sa première sélection le 10 novembre 2016 contre le Paraguay. Ce match gagné 1-4 rentre dans le cadre des éliminatoires du mondial 2018.
En juin 2018, il est retenu par le sélectionneur Ricardo Gareca afin de participer à la Coupe du monde organisée en Russie. Lors de ce mondial, il reste sur le banc des remplaçants et ne joue aucun match.

## Palmarès
| FBC Melgar - Championnat du Pérou (1) : - Champion : 2015. |  | Sporting Cristal - Championnat du Pérou (1) : - Champion : 2020. - Copa Bicentenario (1) : - Vainqueur : 2021. |